# Bamberton
Bamberton est une communauté canadienne de la Colombie-Britannique située dans la <division de recensement> et la région administrative de <région>.